# Blyxa
Blyxa es un género de plantas acuáticas perteneciente a la familia Hydrocharitaceae. Es originaria de los trópicos del Viejo Mundo. Comprende 38 especies descritas y de estas, solo 10 aceptadas.

## Descripción
Son plantas acuáticas sumergidas, hierbas anuales o perennes, monoicas o dioicas, estoloníferas, cormo similar o tallos alargados. Hojas sésiles, radicales, dispuestas en espiral, lineal, revestimiento o semi-amplexicaule, enteras o minuciosamente aserradas, agudas. Flores unisexuales o bisexuales, solitarias o masculinas en plantas dioicas agrupadas; las femeninas y bisexuales sésiles. Espatas tubulares. Frutas incluidas  dentro de la espata, angosta, lineal o lineal-lanceoladas, con de 10 a muchas semillas, de paredes membranosas. Semillas elíptica o fusiformes, glabras o con 3-8 líneas longitudinales de ± espinas o tubérculos conspicuos.

## Taxonomía
El género fue descrito por Noronha ex Thouars y publicado en Genera Nova Madagascariensia 4. 1806. La especie tipo es: Blyxa aubertii Rich.

## Especies aceptadas
A continuación se brinda un listado de las especies del género Blyxa aceptadas hasta mayo de 2014, ordenadas alfabéticamente. Para cada una se indica el nombre binomial seguido del autor, abreviado según las convenciones y usos. 
- Blyxa aubertii Rich., Mem. Cl. Sci. Math. Inst. Natl. France 1811(2): 19 (1814).
- Blyxa hexandra C.D.K.Cook & Luond, Mitt. Bot. Staatssamml. München 16: 485 (1980).
- Blyxa japonica (Miq.) Maxim. ex Asch. & Gürke in H.G.A.Engler & K.A.E.Prantl, Nat. Pflanenfam. 2(1): 253 (1889).
- Blyxa javanica Hassk., Tijdschr. Natuurl. Gesch. Physiol. 10: 121 (1843).
- Blyxa novoguineensis Hartog, Acta Bot. Neerl. 6: 47 (1957).
- Blyxa octandra (Roxb.) Planch. ex Thwaites, Enum. Pl. Zeyl.: 332 (1864).
- Blyxa quadricostata Hartog, Blumea 21: 185 (1973).
- Blyxa radicans Ridl., J. Linn. Soc., Bot. 21: 236 (1886).
- Blyxa senegalensis Dandy, J. Bot. 72: 42 (1934).
- Blyxa vietii C.D.K.Cook & Luond, Mitt. Bot. Staatssamml. München 16: 487 (1980).